# Huevo de Pedro el Grande
El huevo de Pedro el Grande es un huevo de Pascua enjoyado fabricado con supervisión del joyero ruso Peter Carl Fabergé en 1903 para el último zar de Rusia, Nicolás II. El zar Nicolás le regaló el huevo de Fabergé a su esposa, la zarina Alejandra Fiodorovna. Se encuentra actualmente en el Museo de Bellas Artes de Virginia en Richmond, Virginia, en los Estados Unidos.

## Diseño
Realizado en estilo rococó, celebraba el bicentenario de la fundación de San Petersburgo en 1703. Está hecho de oro rojo, verde y amarillo, platino, diamantes talla rosa, rubíes, esmalte, cristal de roca y retratos en acuarela en miniatura sobre marfil. El huevo mide 111 milímetros por 96,5 milímetros.
Ejecutado en oro, las curvas están engastadas con diamantes y rubíes. El cuerpo del huevo está cubierto de hojas de laurel y espadañas cinceladas en oro verde de 14 quilates. Estas simbolizan la fuente de las "aguas vivas". Las cabezas puntiagudas están engastadas con rubíes cuadrados. Cintas de esmalte blanco inscritas con detalles históricos rodean el huevo. En la parte superior del huevo hay una corona esmaltada que rodea el monograma de Nicolás II. La parte inferior del huevo está adornada con el águila imperial bicéfala, realizada en esmalte negro y coronada con dos diamantes.
Presenta cuatro acuarelas en miniatura pintadas por B. Byalz. Las pinturas representan el "antes" y el "después" de San Petersburgo en 1703 y 1903. La pintura frontal muestra el extravagante Palacio de Invierno, la residencia oficial de Nicolás II doscientos años después de la fundación de San Petersburgo. Frente a esto, en la parte posterior del huevo, hay una pintura de la cabaña de troncos que se cree que construyó el mismo Pedro el Grande, representante de la fundación de San Petersburgo a orillas del río Neva. A los lados del huevo hay retratos de Pedro el Grande en 1703 y Nicolás II en 1903. Cada una de las miniaturas está cubierta por cristal de roca. Las fechas 1703 y 1903, trabajadas en diamantes, aparecen a ambos lados de la tapa sobre las pinturas de la cabaña de troncos y el Palacio de Invierno, respectivamente.
Debajo de cada pintura ondean cintas de esmalte con inscripciones en letras cirílicas negras. Las inscripciones incluyen: "El emperador Pedro el Grande, nacido en 1672, fundó San Petersburgo en 1703", "La primera casita del emperador Pedro el Grande en 1703", "El emperador Nicolás II nacido en 1868 ascendió al trono en 1894" y "El Palacio de Invierno de Su Majestad Imperial en 1903".

## Sorpresa
La sorpresa es que cuando se abre el huevo, un mecanismo en su interior levanta una maqueta dorada en miniatura del monumento de Pedro el Grande en el Neva, que descansa sobre una base de zafiro. El modelo fue hecho por Gerogii Malychevin. El motivo de esta elección de sorpresa es la historia de una leyenda del siglo XIX que dice que las fuerzas enemigas nunca tomarán San Petersburgo mientras el "Jinete de Bronce" se encuentre en medio de la ciudad.

## Historia

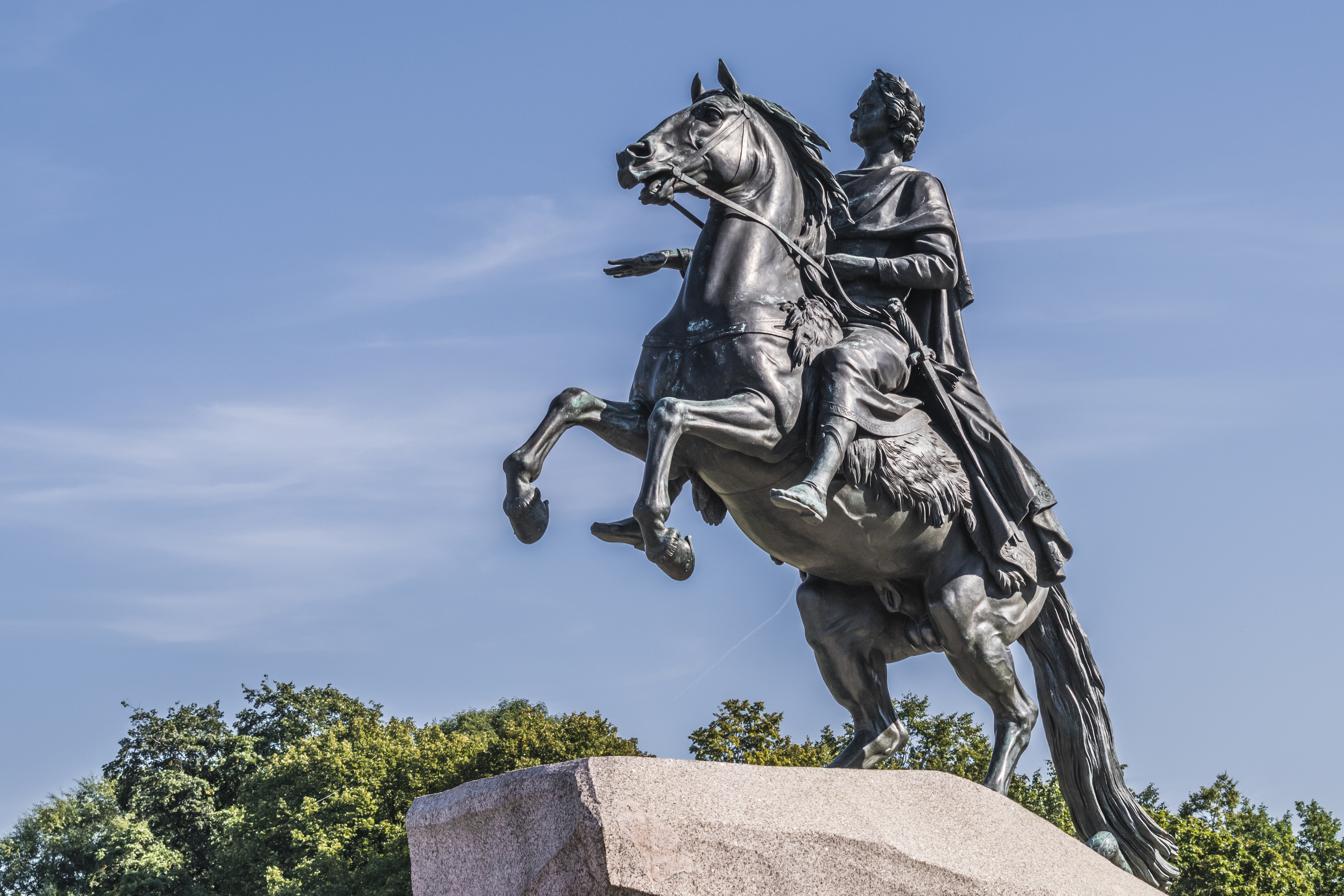
El jinete de bronce.

San Petersburgo fue fundada por Pedro el Grande en 1703 durante la Gran guerra del Norte. Pedro trasladó la capital rusa de Moscú a San Petersburgo y pretendía que la nueva ciudad fuera una "ventana al oeste", en un esfuerzo por occidentalizar Rusia. San Petersburgo se convirtió en un centro cultural europeo y sigue siendo la ciudad más occidentalizada de Rusia.
Este huevo se vendió en 1930 a Armand Hammer, un empresario estadounidense que tenía intereses comerciales en Rusia. Más tarde fue comprado por A la Vieille Russie, ciudad de Nueva York. En 1944, fue comprado por Lillian Pratt de Fredericksburg, Virginia (1876-1947) y legado al Museo de Bellas Artes – Virginia en 1947. Permanece a la vista permanente en su Colección Europea de Arte Decorativo.